# Segwaypolo

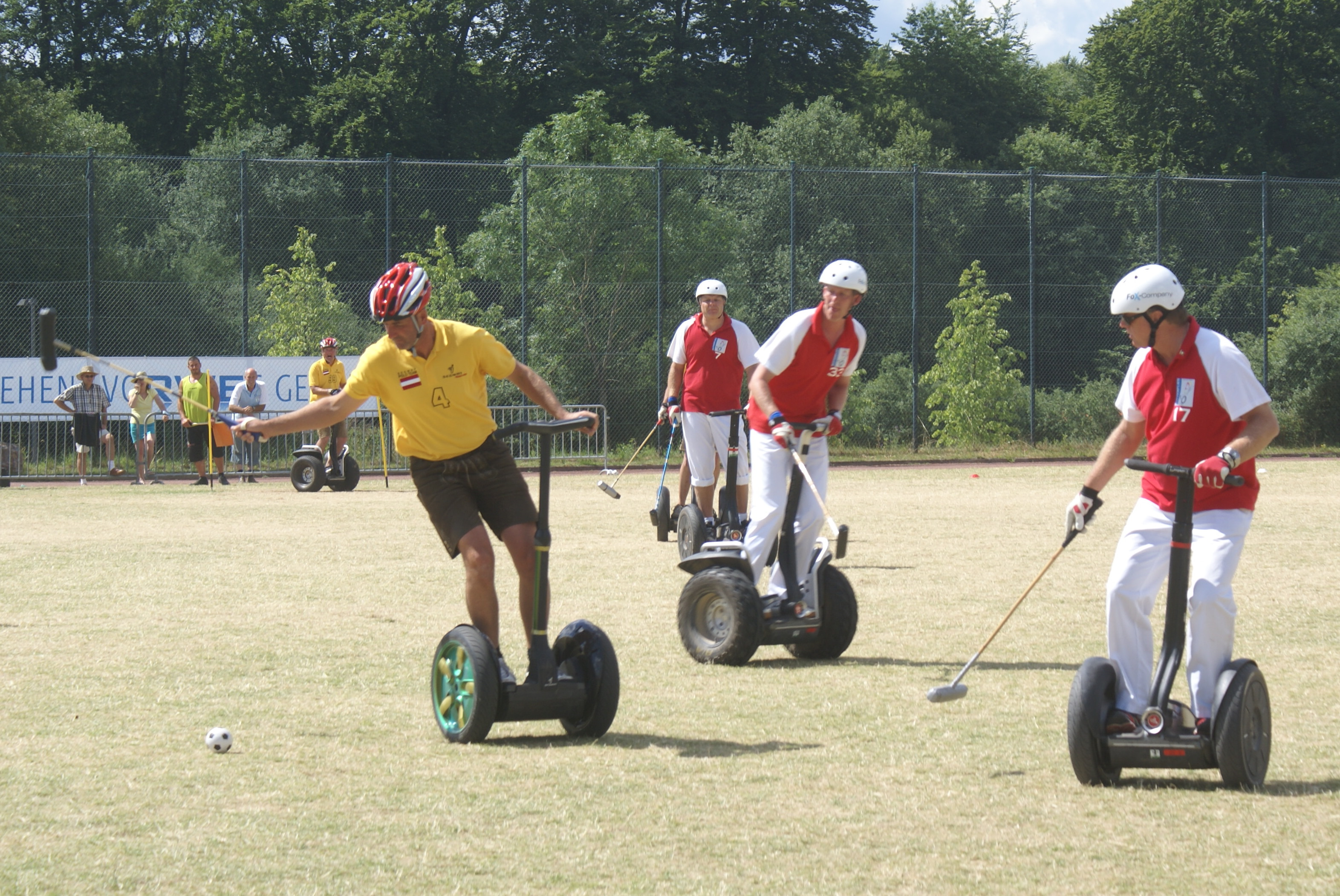
Segwaypolo

Segwaypolo är en lagsport som spelas på gräs eller konstgräs sedan mitten av 2000-talet då spelet uppfanns av dataentusiaster i trakterna av Silicon Valley i Kalifornien, USA. Segwaypolo spelas med en Segway PT samt med en mallet och en miniturfboll på en plan om 39*61 meter, vilket motsvarar ungefär en 7-mannaplan i fotboll. Sporten kännetecknas bl.a. av sin höga grad av jämlikhet då varje lag kan ha 5 spelare i alla åldrar, kön och vikt, vilket genom Segways egenskaper av att sätta gräns för fart, styrka och kondition och frånvaro av tacklingar gör att klubbteknik och lagsamarbete blir mer avgörande för spelets utgång i förhållande till andra lagsporter där fysisk styrka har större betydelse. Kända spelare som spelar Segwaypolo är Steve Wozniak och Victor Miller.

## Världsmästerskap
Under 2011 spelades VM som kallas Woz Cup för 6:e gången och EM för 3:e gången, med 6 nationer representerade med klubblag och/ eller landslag,. Länder som har lag som spelat internationella tävlingar innefattar Sverige, USA, Barbados, Tyskland, Österrike, Nya Zeeland och Schweiz. Nya nationer som tillkommer 2012 är bl.a. Finland, Danmark och Libanon. 
Världsmästare 2012 är tyska laget Balve Mammuts som slog tyska laget Blade Pirates med 2-0 på Zinkensdamm 10 juni 2012. Blade Pirates slog 2009 och 2010 års världsmästare Barbados Flying Fish i VM i Folsom 2011 med 1-0. EM-mästare 2011 är Balver Mammuts från Tyskland, som även vann första tyska mästerskapen 2012.
Av 12 lag i VM i Folsom hade 9 kvinnliga deltagare, varav världsmästarna 2011 hade en kvinnlig spelare. I Woz Cup 2012 hade 7 av 14 lag kvinnliga spelare. 
Världsmästare 2013 är det svenska laget Stockholm Saints som slog Barbados i finalen i Washington DC, USA. 
ISPA som är det internationella Segway Poloförbundet fastslog under 2013 att VM bara ska spelas vartannat år, så VM 2015 spelades i Köln. 
I VM 2015 som spelades i Köln gick finalen mellan Barbados och Balve Mammuts där Barbados slog Mammuts i finalen och är nuvarande världsmästare. 
Det är inte fastställt av ISPA var EM 2016 eller VM 2017 ska spelas. 

## Regelverk
Regelverket sätts av det Internationella Segwaypoloförbundet, ISPA, som kontinuerligt utvecklar reglerna. Bland annat infördes under 2011 en regel om målgård. 
Den viktigaste regeln i Segwaypolo för att undvika krockar som skadar maskin och spelare heter Right of Way som bygger på principen att bollen i spel skapar en imaginär väg i bollrullningens riktning och där den spelare som åker på denna väg har företräde i förhållande till annan spelare som kommer och korsar denna väg i kamp om att nå bollen.  
En match består av 4 chukkas om vardera 8 minuter, totalt 32 minuter spel. För internationellt spel finns en åldersgräns om 16 år. Planen är 61*39 meter. Målen är 2,40 meter breda och 1,50 höga. Farten är cirka 20 km i toppfart (18,5 kilometer i maskininställning)
Den vanligaste Segwaytypen i internationella tävlingar är Segway i2 för utespelare och Segway x2 för målvakten. Samtliga spelare spelar med hjälm och paddad mallet.

## Segwaypolo i Sverige
Det första svenska officiella Segwaypololaget heter Stockholm Saints, som bildades 2009 i samband med den första officiella landskampen i Segwaypolo den 29 augusti 2009 mot det tyska laget Funky Turtles. Genom att båda lagen var de enda kända lagen i respektive land vid tillfället räknades det officiellt som den första landskampen i Segwaypolo mellan Tyskland och Sverige, en match som Sverige förlorade med 1-7. 
Under 2009-2011 genomförde Sverige genom Stockholm Saints Woz Cup på Barbados 2010 med en 5:e plats (av 8 lag) och i Folsom 2011 med en 4:e plats (av 12 lag) och EM i Berchtesgaden 2011 där laget kom på 5:e plats (av 9 lag). 
Stockholm anordnade VM den 6-10 juni 2012 på Östermalms IP och på Zinkensdamms IP. Arrangör var Stockholm Segway Polo Club, Sveriges första Segwaypoloförening, i samarbete med bl.a. Stockholms stad. 
Flera ledande uthyrare av Segway i Sverige anordnar event med möjlighet att prova på Segwaypolo. Efter TV-serien Solsidan och Stjärnorna på slottet där skådespelaren Johan Rheborg använde Segway och spelade Segwaypolo har fordonet och sporten fått ökad uppmärksamhet, vilket även ökade under VM i Stockholm i juni 2012 med reportage i TV4 Morgon och SVT Sportnytt samt Sportspegeln, Metro, Hufvudstadsbladet m.fl. Under 2012 förväntades antal klubblag i Sverige öka i samband med VM i Stockholm, där Sverige representerades av 3 lag: Stockholm Saints (landslaget 2009-2011), Stockholm Vikings och Blue Saints, alla från Stockholm Segway Polo Club. 
I Woz Cup 2012 tog Sverige sin första medalj, ett brons. Efter att varit obesegrade i gruppspelet blev det vinst över Finland i åttondelsfinalen med 3-2 (efter straffar), Libanon i kvartsfinalen med 2-1 i förlängning och förlust mot Blade Pirates med 1-2 i semifinalen. Bronsmatchen vanns mot österrikiska Vineyard Devils med 4-0. I det svenska bronslaget spelade Erik Stackenland, Alexander van Riesen, Erik Bolinder (Kapt), Douglas Oest, Mikael Strauss, John Lönnqvist och Walter Carvajal. 
I september 2012 spelades ett inofficiellt öppet svenskt mästerskap i Vetlanda där 4 lag deltog och där Easy Riders från Helsingborg vann.
I oktober 2012 spelades EM i Balve Wocklum, Tyskland. Turneringen var med 16 lag närvarande den största segwaypoloturneringen hittills som spelats. Sverige representerades av 3 lag; Stockholm Vikings och Stockholm Saints samt Easy Riders från Helsingborg Segwaypoloklubb. Easy Riders lyckades som nybörjare ta en silvermedalj där de i finalen förlorade med 2-3 mot regerande världsmästarna och europamästarna Balve Mammuts. EM sammanfaller med Zurich Cup där lag utanför från Libanon och Barbados också deltog. Tyska televisionen WDR hade 22 personer på plats och sände ett längre reportage. Ca. 600 personer såg fredagsmatcherna vilket var publikrekord för segwaypolo.